# Сухая масса тела
Сухая масса тела (англ. lean body mass) — термин, определяющий общую массу тела за вычетом массы имеющейсся в теле жировой ткани:
СМТ = Масса_тела − Масса_жировой_ткани
В сухую массу входят органы, кожа, кости, вода, мышечная масса.
Термин сухой массы родственен термину безжировая масса тела с той разницей, что липиды в составе клеточных мембран включаются в сухую мышечную массу. Разница между этими понятиями составляет несколько процентов от массы тела (до 3 % у мужчин и до 5 % у женщин).
Обычно не используется понятие, которое обозначает процентное отношение сухой массы к общей массе тела (обычно это 60—90 %). Вместо этого используется смежное понятие «процент жировой массы тела» (10—40 %). Сухая масса тела используется в медицине для расчёта наиболее актуальной дозы лекарственного вещества, поскольку жировая ткань принимает слабое участие в подавляющем большинстве реакций метаболизма. К примеру, этот термин используется анестезиологами при расчёте доз опиоидов и пропофола.
Даже если рост и общая масса тела постоянны, сухая мышечная масса может меняться с возрастом, поскольку с возрастом замедляются метаболические процессы и усиливается распад мышечных структур.

## Оценка
Сухая масса тела обычно лишь примерно оценивается по специальным формулам. Существует несколько формул для разных случаев и назначения. К примеру, формула Бура (Boer) является типично используемой формулой для расчёта болюсного контрастного усиления для пациентов с ожирением (при их ИМТ от 35 до 40).
Также может быть использована номограмма, построенная на основании роста человека, его массы и окружности запястья.

### Формула Бура (Boer)
- для мужчин: СМТ = (0,407 × масса) + (0,267 × рост) − 19,2
- для женщин: СМТ = (0,252 × масса) + (0,473 × рост) − 48,3

где масса выражена в кг, а рост в см.

### Формула Хьюма (Hume)
- для мужчин: СМТ = (0,32810 × масса) + (0,33929 × рост) − 29,5336
- для женщин: СМТ = (0,29569 × масса) + (0,41813 × рост) − 43,2933[7]

### Формула Джеймса (James)
- для мужчин: СМТ = 1,1 × масса − 128 × (масса / рост)2
- для женщин: СМТ = 1,07 × масса − 148 × (масса / рост)2[5]

## Фактическое измерение
Вместо примерной оценки сухой массы по формулам, исходя из общих параметров тела, является более правильным измерять её напрямую с помощью медицинских технологий наподобие двухэнергетической рентгеновской абсорбциометрии (DEXA).